# Portes Ivères
La porte de la Résurrection (en russe : Воскресенские ворота), communément appelée portes Ivères (en russe : Иверские ворота) est la seule porte des murailles du quartier de Kitai-Gorod à Moscou visible de nos jours.

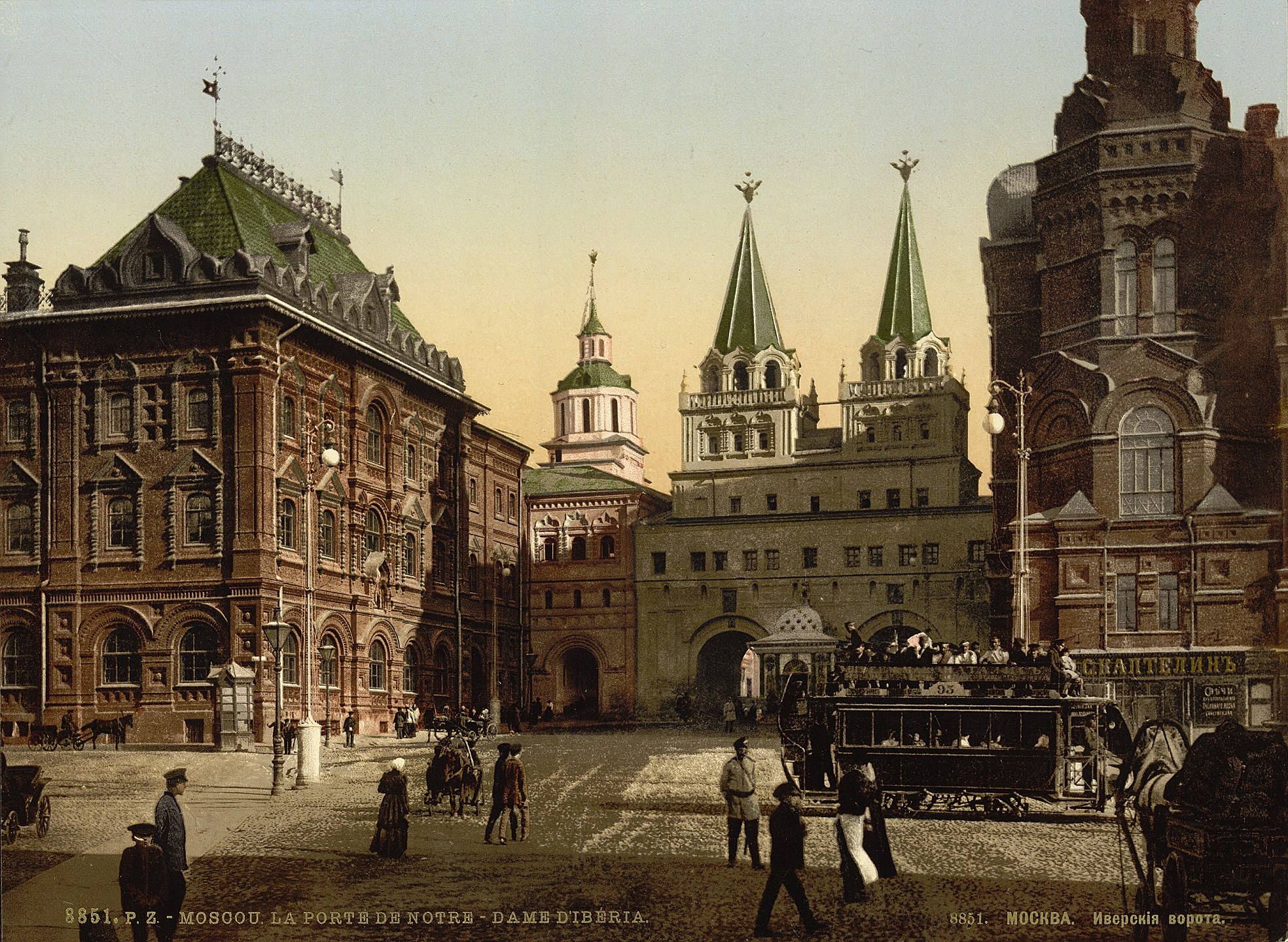
La porte et sa chapelle au XIXe siècle, entre le musée historique (à droite) et la Douma municipale (à gauche)

## Porte de la Résurrection
Elle relie l'angle nord-ouest de la place Rouge avec la place du Manège et donne son nom à la place de la Résurrection (russe : Воскресенская площадь) toute proche, devenue la place de la Révolution. 
La porte s'élève entre le musée historique d'État et l'ancienne mairie. En face de la chapelle se trouve une plaque de bronze marquant le kilomètre zéro du système routier russe.
La première porte en pierre fut construite à cet endroit en 1535 lors de la reconstruction des murailles de Kitaï Gorod en brique. Elle a été remodelée en 1680 pour avoir son aspect actuel avec les doubles arches et les deux tours. Une icône de la Résurrection fut placée sur la porte (côté place Rouge), ce qui donna son nom à la porte.
En 1669, une chapelle en bois fut érigée au pied de la porte (côté opposé à la place Rouge), abritant une copie de l'icône « ivère » Notre-Dame Porte du Ciel, dont l'original est conservée au monastère d'Iveron sur le Mont Athos. De cette icône vient le nom de la chapelle, ivère (ou ibère), qui a ensuite été appliqué populairement à la porte. Une nouvelle chapelle en brique fut ensuite érigée en 1781.

## Destruction et reconstruction
En 1931, la porte et sa chapelle furent démolies pour faciliter l'accès à la place Rouge des véhicules militaires lourds lors des parades. 
En 1994-1996, l'ensemble a été reconstruit et une nouvelle icône, peinte sur le mont Athos a repris sa place dans la chapelle.